# Захарово (городской округ Истра)
Захарово — деревня в Обушковском сельском поселении Истринского района Московской области. Население — 95 чел. (2010), в деревне 1 улица — Кедровая, зарегистрировано 3 садовых товарищества.
Находится примерно в 26 км юго-восток от Истры, на берегах реки Беляны (приток реки Истры), высота над уровнем моря 149 м. Ближайшие деревни — Покровское и Обушково, рядом с Захарово проходит автострада Балтия. С Истрой деревня связана автобусным сообщением (автобус № 20, 21).

## Население
| 2002 | 2006 | 2010 |
| ---- | ---- | ---- |
| 69   | ↗75  | ↗95  |